# Vincent Coupat
Pour les articles homonymes, voir Coupat.
Vincent Coupat, né le 19 février 1986 à Besançon, est un orienteur français.

## Carrière
Il remporte la médaille de bronze en relais aux Championnats du monde de course d'orientation 2015 à Inverness.
Il est champion de France moyenne distance en 2018.